# The Halloween Apocalypse
"The Halloween Apocalypse", frequentemente prefixado com "Capítulo 1" ou "Flux", é o primeiro episódio da 13.ª temporada da série de ficção científica britânica Doctor Who. Escrito pelo showrunner e produtor executivo da série Chris Chibnall e dirigido por Jamie Magnus Stone, o episódio foi transmitido originalmente através da BBC One em 31 de outubro de 2021.
O episódio apresenta Jodie Whittaker como a Décima terceira Doutora, Mandip Gill como Yasmin Khan e John Bishop como o novo acompanhante da Doutora, Dan Lewis. O episódio apresenta ainda o retorno dos Sontarans e dos Weeping Angels.

## Enredo
A Doutora e Yaz estão em busca de Karvanista, um Lupari (uma espécie parecida com cães), por razões que Yaz não entende. Elas escapam de sua captura e o seguem até a Terra na TARDIS. No caminho, a Doutora tem uma visão psíquica de Swarm, um ser misterioso, escapando de sua prisão milenar, pela Divisão.
Na atual Liverpool, Dan Lewis marca um encontro com uma funcionária do museu, Diane, antes de passar um turno no refeitório e ir para casa. Karvanista invade sua casa e o transporta para sua nave Lupari. A Doutora e Yaz chegam após o sequestro de Dan, investigando sua casa e descobrindo o que parece ser uma frota de invasão Lupari se aproximando da Terra. Eles escapam pouco antes da casa de Dan ser destruída por uma armadilha preparada por Karvanista. Eles então encontram brevemente Claire, uma mulher que afirma ter conhecido a Doutora no futuro dela. Ao partir, a Doutora e Yaz ficam confusas com o aparecimento de uma segunda porta na sala do console da TARDIS. Claire é posteriormente capturada por um Weeping Angel.
Na nave de Karvanista, Yaz resgata Dan enquanto a Doutora confronta Karvanista sobre sua conexão com a Divisão. Ele revela que os Lupari estão de fato salvando a humanidade da destruição iminente da Terra pelo Fluxo, uma entidade desconhecida que desafia todas as leis do espaço e do tempo e consome tudo em seu caminho. A Doutora, Yaz e Dan escapam da nave e retornam para a TARDIS (onde outra porta apareceu) para investigar o Fluxo.
Enquanto isso, o Fluxo faz com que Vinder, o único membro da tripulação de um posto avançado remoto no espaço profundo, evacue sua posição. Também chama a atenção dos Sontarans, que apreciam a perspectiva de destruição que ele representa. Swarm ataca uma base no Círculo Polar Ártico, matando um de seus dois tripulantes e revivendo sua "irmã" Azure. Mais tarde, Azure atrai Diane para uma casa abandonada.
A TARDIS leva o grupo para uma área do espaço onde observam o Fluxo à distância. A Doutora tem outra visão de Swarm, que afirma ter uma antiga associação com ela. O Fluxo então acelera seu ataque à Terra, antes que a frota Lupari possa resgatar sua população. A Doutora faz Karvanista formar um escudo defensivo com as outras naves Lupari, protegendo a Terra do Fluxo. No entanto, a TARDIS não consegue se transportar atrás do escudo. As três portas da TARDIS se abrem conforme o Fluxo se aproxima.

## Produção

### Desenvolvimento
"The Halloween Apocalypse" foi escrito pelo showrunner e produtor executivo Chris Chibnall. A história contou com o retorno dos alienígenas recorrentes da série, os Sontarans e os Weeping Angels.

### Elenco
A série é a terceira a apresentar Jodie Whittaker como a Décima terceira Doutora. Mandip Gill também retorna como Yasmin Khan. John Bishop se juntou ao elenco da série como Dan Lewis. Os atores convidados no episódio incluem Annabel Scholey, Rochenda Sandall, Sam Spruell, Craige Els, Steve Oram, Nadia Albina e Jonathan Watson.

### Filmagens
Jamie Magnus Stone, que dirigiu quatro episódios da 12.ª temporada, dirigiu o primeiro bloco de produção desta temporada, que compreendeu o primeiro, segundo e quarto episódios. As filmagens foram originalmente programadas para começar em setembro de 2020, mas começaram apenas em novembro de 2020 devido ao impacto da pandemia de COVID-19 na televisão.

## Transmissão e recepção
| Críticas profissionais:           | Críticas profissionais: |
| Pontuações agregadas              | Pontuações agregadas    |
| Fonte                             | Avaliação               |
| --------------------------------- | ----------------------- |
| Rotten Tomatoes (Pontuação Média) | 77%                     |
| Rotten Tomatoes (Tomatometer)     | 6,8/10                  |
| Avaliações da crítica             |                         |
| Fonte                             | Avaliação               |
| Evening Standard                  | [ 13 ]                  |
| Radio Times                       | [ 14 ]                  |
| The A.V. Club                     | B                       |
| The Independent                   | [ 16 ]                  |
| The Telegraph                     | [ 17 ]                  |

### Transmissão
"The Halloween Apocalypse" foi ao ar em 31 de outubro de 2021 na BBC One. O episódio serve como a primeira parte de uma história de seis partes, intitulada "Flux". Nos Estados Unidos, o episódio foi ao ar na BBC America ao mesmo tempo que foi transmitido na BBC One. Uma "versão estendida" do episódio foi ao ar na BBC America mais tarde naquele dia, apresentando dois minutos adicionais de conteúdo que foi editado na transmissão inicial para permitir anúncios de televisão. No Brasil, o episódio foi transmitido pelo Globoplay em novembro de 2021.

### Audiência
"The Halloween Apocalypse" foi assistido por 4,43 milhões de telespectadores durante a noite e teve uma participação de 26,9%, tornando-o o segundo programa mais assistido à noite no Reino Unido. O episódio recebeu uma pontuação no Índice de Apreciação do Público de 76. Em sete dias, o número total de espectadores subiu para 5,81 milhões, classificando-o como o nono programa mais visto da semana. A transmissão original do episódio pela BBC America foi assistida ao vivo por 339 000 telespectadores, enquanto sua transmissão noturna foi vista por 277 000.

### Recepção crítica
No agregador de críticas Rotten Tomatoes, 77% dos 13 críticos deram ao episódio uma crítica positiva, e uma avaliação média de 6,8/10. O consenso do site diz: "Preparando uma mesa lotada para esta temporada de Doctor Who, 'The Halloween Apocalypse' é uma abertura ambiciosa que deve deixar os fãs otimistas."